# Frêney-Tragödie

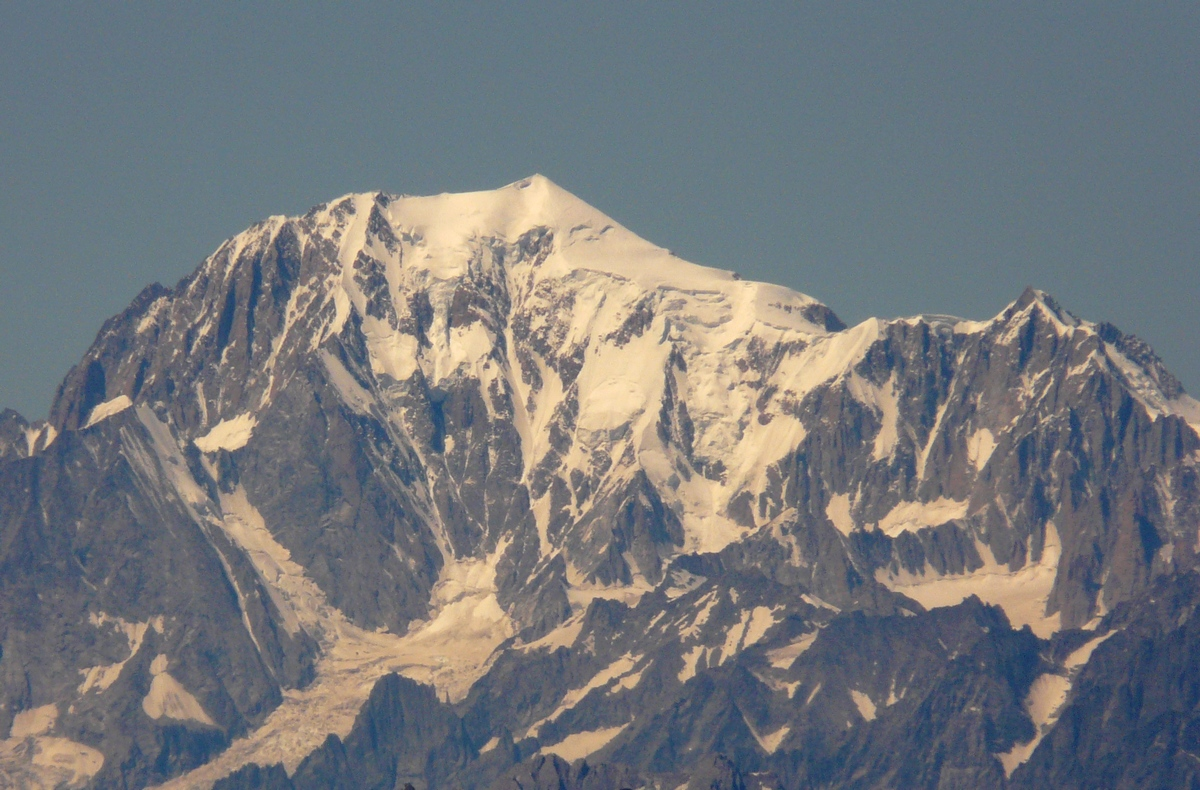
Mont Blanc mit den drei Frêney-Pfeilern im linken oberen Bereich

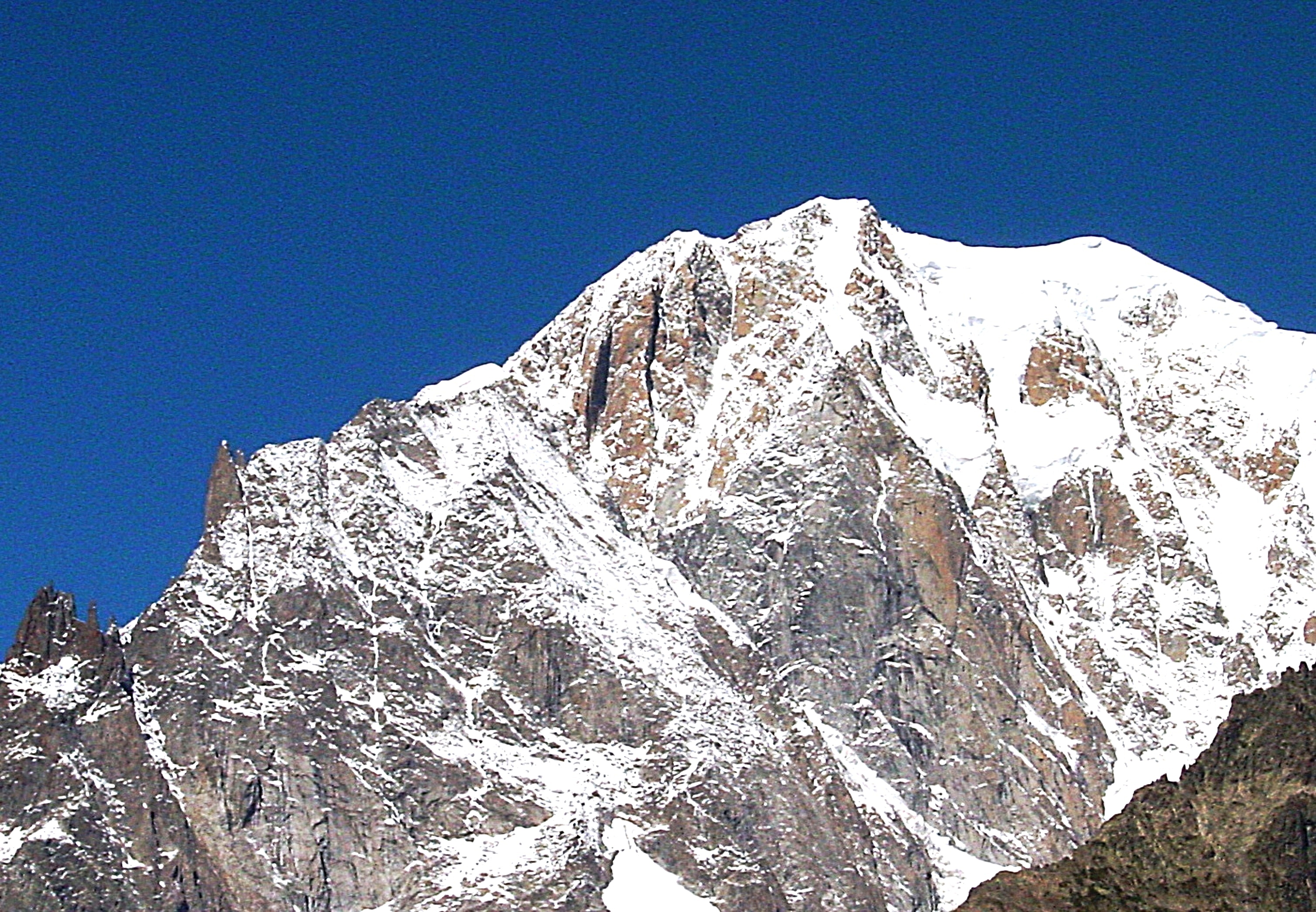
Mont Blanc nach Schneefall im Sommer. Rechts der Hauptgipfel (4805 m), in der Mitte als scheinbar höchster Gipfel der Mont Blanc de Courmayeur (4748 m). Links unterhalb von ihm der zentrale Frêneypfeiler, der durch die beiden senkrechten Schattenzonen hervortritt.

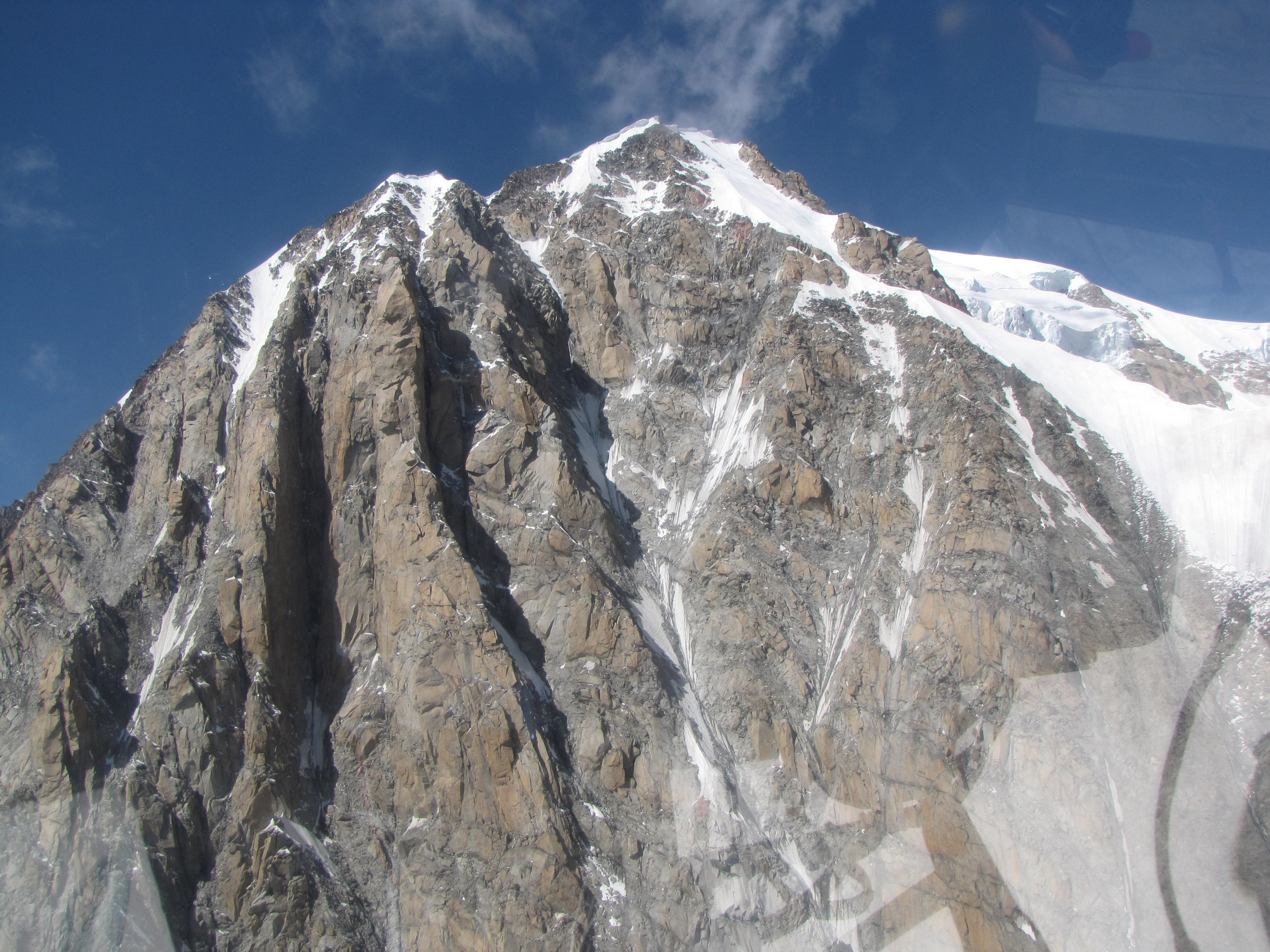
In der linken Bildhälfte die Frêneypfeiler. Der höchste Gipfel in der Bildmitte ist der Mont Blanc de Courmayeur.

Die Frêney-Tragödie ereignete sich im Sommer 1961 am Mont Blanc (4805 m) und gilt als eine der bekanntesten Bergtragödien, der namhafte Extrembergsteiger zum Opfer fielen. Beim Versuch der Erstdurchsteigung des Frêney-Zentralpfeilers kamen in einem fünftägigen Unwetter vier Alpinisten ums Leben.

## Hintergrund
Die drei Frêneypfeiler sind markante, parallel stehende Granitpfeiler und bilden die Frêneyflanke an der Südwand des Mont Blanc. Die zwischen 300 und 500 Meter hohen Pfeiler werden durch teils ausgefüllte Riesenverschneidungen voneinander getrennt und erheben sich über der obersten Mulde des Frêneygletschers. Sie werden östlich vom Peutereygrat und westlich vom Innominatagrat begrenzt. 
Der rechte, nördlichste der drei Pfeiler, Roter Pfeiler oder schlicht Rechter Frêneypfeiler genannt, wurde bereits 1940 durch Giusto Gervasutti erstbegangen und daher auch als Gervasutti-Pfeiler bezeichnet. Er ist der ältere, klassische Anstieg und der einfachste der drei Pfeiler. Der südliche, Linke Frêneypfeiler war auch aufgrund seiner nur kurzen Schwierigkeiten für erfahrene Alpinisten lange Zeit uninteressant. So wurde er schließlich erst 1963 durch John Harlin und Tom Frost erstbegangen. Er ist daher auch als Harlinpfeiler bekannt. 
Der Frêney-Zentralpfeiler ist rund 500 Meter hoch, bei Wettersturz sehr vereisungsgefährdet und die gewählte Führe mit dem Schwierigkeitsgrad VI nach UIAA bewertet. Nach Ersteigung des Pfeilers müssen noch etwa 300 Höhenmeter durch kombiniertes Gelände bis zum Gipfel zurückgelegt werden. Auch wegen des langen und schwierigen Zustiegs galt der Zentralpfeiler als das letzte große Problem am höchsten Berg der Alpen. 
Nachdem bereits 1959 und 1960 Durchsteigungsversuche erfahrener französischer und italienischer Alpinisten gescheitert waren, starteten eine französische und eine italienische Gruppe Anfang Juli 1961 einen erneuten Versuch, der in der Frêney-Tragödie scheiterte. Die Erstbegehung gelang schließlich am 29. August 1961 Chris Bonington, Don Whillans, Ian Clough, René Desmaison, Jan Dlugosz, Ignazio Piussi, Yves Pollet-Villard und Pierre Julien.

## Tragödie
Die drei befreundeten Italiener Walter Bonatti (1930–2011), Roberto Gallieni und Andrea Oggioni (1930–1961) fuhren von Courmayeur aus mit der Seilbahn bis zur Schutzhütte Rifugio Torino (3375 m) und stiegen von dort aus zur Biwakschachtel am Col de la Fourche (3679 m) auf. Die drei kannten sich bereits von vorherigen Touren und hatten zusammen unter anderem 1959 eine Erstbegehung am Mont Maudit durchgeführt. Bonatti war schon 1954 am K2 sowie 1958 am Gasherbrum IV und hatte 1955 mit seinem sechstägigen Alleingang auf den Südwest-Pfeiler des Petit Dru, heute Bonattipfeiler genannt, Alpingeschichte geschrieben.
In der Nacht zum 10. Juli trafen sie in der Biwakschachtel am Col de la Fourche die französischen Alpinisten Pierre Mazeaud (* 1929), Pierre Kohlmann (1935–1961), Robert Guillaume (1935–1961) und Antoine Vieille († 1961) an, die sich bereits seit dem 8. Juli hier befanden und einen ersten Zustiegsversuch am 9. Juli wegen Schlechtwetters abgebrochen hatten. Auch die Franzosen waren Spitzenalpinisten. So waren Mazeaud bereits mehrere Erstbegehungen wie etwa der Franzosenweg 1959 an der Nordwand der Westlichen Zinne gelungen, während sich Guillaume für eine französische Himalaya-Expedition vorbereitete.
Die beiden Gruppen beschlossen, den Pfeiler gemeinsam zu begehen, und erreichten noch am 10. Juli den Pfeilerfuß, nachdem sie den Brenva-Gletscher und den Col de Peuterey bewältigt hatten. Sie stiegen in den Pfeiler ein und errichteten nach etwa einem Drittel des Pfeilers das erste Biwak.
Am Nachmittag des nächsten Tages erreichten sie unter Mazeauds Führung bereits den Fuß des Chandelle (Kerze) genannten, ca. 80 m hohen Pfeilerkopfs und befanden sich damit etwa 80 Meter unterhalb des Ausstiegs. Geplant war das Erreichen des Pfeilerausstiegs und des Gipfels für den nächsten Tag, wobei sie an diesem auch noch einen großen Teil des Abstiegs bewältigen wollten.
Doch sie wurden plötzlich von einem Wettersturz aus Nordwesten überrascht, den sie von der Ostseite aus nicht kommen sehen konnten. Der durch Bonatti gewarnte Mazeaud, der sich am höchsten Punkt befand, ließ Hammer, Haken sowie Karabiner zurück und seilte sich ab. Als er seinen sichernden Seilpartner Pierre Kohlmann erreichte, wurde dieser plötzlich von einem Blitz ins Ohr getroffen, wo er einen Hörapparat trug. Er fiel ohnmächtig zu Boden und musste von Mazeaud versorgt werden. Inzwischen war heftiger Wind aufgekommen und die Temperatur sank schlagartig. Die Blitzeinschläge hörten bis in die Nacht hinein nicht auf, wobei die Alpinisten durcheinandergeworfen wurden und Brandwunden erlitten. Später sollten die Überlebenden den Pfeiler mit einem Blitzableiter vergleichen. Kohlmann wurde ein weiteres Mal vom Blitz getroffen und vom Standplatz geschleudert, blieb jedoch in seiner Selbstsicherung hängen. 
Nach Mitternacht hörte das Gewitter auf und Schneefall setzte ein. Am späten Vormittag lichtete sich zwar der Himmel, doch konnten die Bergsteiger aufgrund vereister Seile nicht weiterklettern. Einen Rückzug aus dieser Höhe schätzten sie aber ebenfalls als zu riskant ein. Am Abend zog das nächste Gewitter auf, und es folgte eine zweite Nacht unter Blitzschlägen und anschließendem Schneefall. In den letzten Nachtstunden riss das Wetter auf, was bei den Alpinisten die Hoffnung weckte, den Gipfel am nächsten Tag noch erreichen zu können. Doch auch diesmal setzte noch am Vormittag eine erneute Wetterverschlechterung mit Blitzschlägen, Schneefall und Sturm ein. Durch die Nässe und Kälte bereits erschöpft, harrten sie noch einen weiteren Tag und die folgende Nacht in ihren inzwischen beschädigten Biwakzelten aus, um am nächsten Tag eine Entscheidung zu treffen.
Am nächsten Morgen versuchte Mazeaud das letzte Pfeilerstück zu durchsteigen, scheiterte jedoch an den inzwischen stark vereisten Felsen und Seilen. Nun erst entschieden sie sich zum Rückzug. Bonatti seilte als erster ab und richtete die Abseilstellen ein, Oggioni übernahm die Funktion des Schließenden. Auf dem Rückweg gerieten sie erneut in einen Sturm und es begann zu schneien. Auf dem Weg zum Pfeilerfuß ließen sie alles Entbehrliche zurück und büßten zudem noch ein 80-Meter-Seil ein, da es sich nicht mehr abziehen ließ. Der stark mitgenommene Kohlmann hatte inzwischen starke Erfrierungen an den Fingern erlitten. Trotzdem erreichten sie alle den Pfeilerfuß, wo sie sich jedoch durch den tiefen Neuschnee graben mussten. An diesem Tag erreichten sie nur noch den Col de Peuterey und biwakierten dort in einer Spalte.
Am nächsten Morgen banden sich alle sieben an ein Seil und entschieden sich zu einer Abstiegsroute über die spaltenreichen Gruberfelsen, da sie sich den Abstieg über den Col Eccles nicht mehr zutrauten. Da Bonatti noch über die meisten Kraftreserven verfügte, übernahm er nicht nur die Leitung und die Spurarbeit durch den Tiefschnee, sondern auch das Abseilen an den Felsen. Dort starb Antoine Vieille nach starkem Schüttelfrost an Entkräftung und musste, an einem Haken gesichert, zurückgelassen werden. Die anderen setzten den Marsch anschließend über den Frêneygletscher in Richtung Col de la Innominata fort, dem letzten Gegenanstieg auf dem Weg zur Gambahütte (heute Rifugio Franco Monzino). Laut späterer Aussage von Mazeaud waren sie inzwischen so erschöpft, dass sie oftmals mehrere Minuten für nur einen Schritt benötigten. Aufgestiegene Rettungskräfte vermuteten die Alpinisten am Innominatagrat, den man über den Col Eccles erreicht, und verpassten dadurch die erschöpften Kletterer, welche sich östlich davon am tiefergelegenen Gletscher befanden.
Am Col de l’Innominata angekommen schaffte nur noch Bonatti hakenschlagend den Aufstieg und konnte mit letzter Kraft Kohlmann und Gallieni per Seilzug nachholen. Am Fuße des Aufstiegs war inzwischen auch Robert Guillaume ums Leben gekommen, nachdem er in eine Spalte gestürzt war. Nachdem der Versuch, auch Mazeaud und Oggioni per Seilzug nachzuholen, etwa 40 Meter unterhalb des Cols scheiterte und es bald Nacht wurde, brachen die anderen drei bei Sturm und Tiefschnee in Richtung Gambahütte auf, um Hilfe zu holen. 
Mazeaud und Oggioni versuchten, sich noch an den zurückgelassenen Seilen weiter hochzuziehen, schafften dies jedoch nicht mehr. Oggioni starb nach Mitternacht an einem Sicherungshaken hängend. Mazeaud stürzte bei einem letzten Versuch bis zu diesem Sicherungshaken hinab. Der Haken riss aus der Wand, was Oggioni bis zum Gletscher zurück abstürzen ließ. Mazeaud wurde durch einen Seilknoten aufgefangen, der nicht durch seinen Karabiner rutschte. 
Zweimal vom Blitz getroffen, nahezu taub und mit schweren Erfrierungen, schien Kohlmann beim Abstieg laut Aussagen der anderen beiden den Verstand zu verlieren. Da er sich energisch weigerte weiterzugehen, mussten ihn Bonatti und Gallieni an einer absturzgeschützten Stelle zurücklassen und alleine weiter absteigen. Gegen drei Uhr morgens erreichten sie die Gambahütte und alarmierten die bereits dort befindlichen Hilfskräfte. Diese fanden Kohlmann nur noch tot auf. Mazeaud konnte bewusstlos im Seil hängend geborgen und gerettet werden.

## Verfilmung
Die Tragödie wurde unter dem Titel Der Blitz – Inferno am Montblanc verfilmt. Die Dreharbeiten an Originalschauplätzen dauerten von August 1971 bis 1972, Regisseur war Lothar Brandler. Die Erstaufführung erfolgte 1972. 1973 wurde der Film in Triest mit dem Preis der UIAA ausgezeichnet. Während der Dreharbeiten kamen die beiden Darsteller Milan Doubek und Walter Grimm durch den Einbruch einer Schneebrücke ums Leben. Der Bergsteiger Andreas Schlick, der den Italiener Walter Bonatti spielte, starb ebenfalls vor Fertigstellung des Films 1972 in einem Schneesturm am Manaslu.